# Dąbie (gmina, Grande-Pologne)
Dąbie est une gmina mixte du powiat de Koło, Grande-Pologne, dans le centre-ouest de la Pologne. Son siège est la ville de Dąbie, qui se situe environ 19 km au sud-est de Koło et 135 km à l'est de la capitale régionale Poznań.
La gmina couvre une superficie de 130,06 km2 pour une population de 6 644 habitants.

## Géographie
Outre la ville de Dąbie, la gmina inclut les villages d'Augustynów, Baranowiec, Chełmno nad Nerem, Chełmno-Parcele, Chruścin, Cichmiana, Domanin, Gaj, Grabina Wielka, Karszew, Krzewo, Krzykosy, Kupinin, Ladorudz, Lisice, Lutomirów, Majdany, Rośle Duże, Rzuchów, Sobótka, Tarnówka, Tarnówka Wiesiołowska, Wiesiołów et Zalesie-Kolonia.
La gmina borde les gminy de Brudzew, Grabów, Grzegorzew, Koło, Kościelec, Olszówka, Świnice Warckie et Uniejów.